# Draga, najdraža prijateljica
Draga, najdraža prijateljica je 45. epizoda serijala Julia obјavljena u Lunov magnus stripu #1005. Epizoda je premijerno u Srbiji objavljena 4. oktobra 2022. Koštala je 270 dinara (2,2 €, 2,3 $). Epizoda je imala 126 strane. Izdavač јe bio Golkonda iz Beograda. Tiraž ove sveske bio je 3.000 primeraka.

## Originalna epizoda
Ova epizoda je premijerno objavljena u Italiji kao #45. pod nazivom Una cara, carissima amica u 1. juna 2002. godine. Nacrtala ju je Laura Zukeri, a scenario napisao Đankarlo Berardi (poznat po scenarijama za strip Ken Parker). Naslovnu stranu nacrtao je Marko Soldi.

## Kratak sadržaj
U Julijinu kuću stiže Meg Bolan, koja tvrdi da je njena draga prijateljica iz srednje škole. Julija je ne prepoznaje (jer se Meg ugojila 28 kila za 15 godina), ali je prima u kuću. Meg objašnjava da je nakon razvoda odlučila da se vrati u rodni grad (Garden Siti, Nju Džerzi) i počne život iz početka. Julija joj ponudi da provede neko vreme kod nje dokd se ne snađe. Međutim, nakon što sretne Karmen, drugu prijateljicu iz srednje škole, ona joj saopšti da je Meg bila u zatvoru zbog umešanosti u zločin. Julija počinje da istražuje i u Meginoj torbi naše fotografije iz zatvora. Meg prizna da je bila u zatvoru zbog saučesništva u pljački (navodno je njen tadašnji dečko opljačkao zalagaonicu, a onda mu je pomogla da pobegne ne znajući šta je uradio). Meg počne da se zabavlja sa komšijom koji je dosta stariji od nje. Uskoro ga policija zatiče mrtvog u stakleniku, a njegov stan je opljačkan. Julija ponovo počinje da sumnja u Meg. Iz zatvora u Springfildu saznaje da je Meg Bolan umrla, te konačno povezuje da osoba u njenoj kući uopšte nije njena prijateljica Meg.

## Prethodna i naredna epizoda
Prethodna epizoda LMS Malog rendžera nosila je naziv Lice ubice (#1004), a naredna epizoda Magičnog vetra pod nazivom Nemilosrdni (#1006).